# 天阿
天阿，即白羊座62（62 Ari, 62 Arietis），是一颗位于白羊座的恒星，它距离地球约1000光年，视星等为+5.52。
白羊座62在中国星官系统中属于西方白虎七宿中昴宿的星官天阿的唯一一颗恒星，因此被称为天阿。一作“天河”，更可能是其原本的名称。